# Biohazard (formație)
Biohazard este o formație muzicală originară din Brooklyn, New York. Ei sunt cunoscuți ca fiind una din primele trupe ce au realizat fuziunea dintre hardcore punk și heavy metal cu elemente de hip hop. În prima componență a trupei erau basist/vocalistul Evan Seinfeld, chitaristul Bobby Hambel, și bateristul Anthony Meo. Chitarist/vocalistul Billy Graziadei s-a alăturat formației puțin mai târziu, transformând trupa într-un cvartet. În prezent, lotul trupei e constituit din Billy Graziadei, Bobby Hambel, Danny Schuler, și Scott Roberts.

## Membrii trupei
Membri actuali
- Bobby Hambel - chitară (1987-1994, 2008-prezent)
- Billy Graziadei - chitară, vocal (1987-2006, 2008-prezent)
- Danny Schuler - baterie (1988-2006, 2008-prezent)
- Scott Roberts - chitară (2002-2005); bas, vocal (2011-prezent)

Foști membri
- Anthony Meo - baterie (1987)
- Rob Echeverria - chitară (1996-2000)
- Leo Curley - chitară (2000-2002)
- Carmine Vincent - chitară (2002)
- Evan Seinfeld - lead vocal, bas (1987-2006, 2008-2011)

## Discografie

### Demos
- Biohazard (1988)
- Biohazard (1989)

### Albumuri de studio
- Biohazard (1990)
- Urban Discipline (1992)
- State of the World Address (1994)
- Mata Leão (1996)
- New World Disorder (1999)
- Uncivilization (2001)
- Kill or Be Killed (2003)
- Means to an End (2005)
- Reborn in Defiance (2012)

### Albumuri live
- No Holds Barred (1997)
- Live in San Francisco (2007)

### Compilații
- Tales from the B-Side (2001)

### Music videos
- "Punishment" (1992)
- "Shades of Grey" (1992)
- "Slam (Bionyx Remix)" Onyx featuring Biohazard (1993)
- "Judgement Night" recorded with Onyx (1993)
- "Five Blocks to the Subway" (1994)
- "How It Is" (1994)
- "Tales from the Hard Side" (1994)
- "Authority" (1996)
- "A Lot to Learn" (1996)
- "Sellout" (2001)
- "Vengeance Is Mine" (2012)